# تارو کونو
تارو کونو (河野 太郎، کونو تارو، متولد ۱۰ ژانویه ۱۹۶۳) یک سیاستمدار ژاپنی است که از اکتبر ۲۰۲۱ به‌عنوان مدیر بخش امور عمومی حزب لیبرال دموکرات فعالیت می‌کرد. او از سال ۲۰۲۰ تا ۲۰۲۱ در دوران یوشیهیده سوگا به‌عنوان وزیر اصلاحات اداری و اصلاحات نظارتی فعالیت می‌کرد و در دوران شینزو آبه، وزیر امور خارجه و وزیر دفاع بود. او همچنین یکی از اعضای مجلس نمایندگان است و از سال ۱۹۹۶ نماینده منطقه ۱۵ کاناگاوا است. کونو مدت‌هاست که به عنوان نخست‌وزیر بالقوه بعدی پیش‌بینی می‌شود، او در انتخابات رهبری حزب لیبرال دموکرات در سال ۲۰۲۱ شرکت کرد، اما در دور دوم از فومیو کیشیدا شکست خورد.
کونو به عنوان یک فرد مغرور سیاسی شهرت پیدا کرده‌است و تمایل دارد در موضوعات متضاد با رویکرد حزبش، موضع بگیرد. او همچنین به‌خاطر دنبال‌کنندگان زیادش در شبکه‌های اجتماعی و تسلطش به زبان‌انگلیسی، در هنگام حضورش در کالج در ایالات متحده شناخته می‌شود.